# جبل المبرح
جبل المبرح هو جبل يبلغ ارتفاعه 1,527 م (5,010 قدم) من أطول النقاط في الإمارات العربية المتحدة، موقعه في جبال الحجر بالقرب من 25°38′54″N 56°7′45″E / 25.64833°N 56.12917°E، ولدى جبل المبرح بروز حوال 300 متر من ذروة الأم، جبل عكوة الذي يقع على الجانب الآخر من الحدود في محافظة مسندم، عمان، إن أعلى نقطة في دولة الإمارات العربية المتحدة هو جبل جيس (رأس الخيمة) يبلغ طوله حوالي 1910 متر يَقع في مسندم، وهذا يعني أن جبل المبرح ليس أعلى نقطة لكنهُ أعلى قمة في الإمارات العربية المتحدة.
محطة عسكرية يقع موقعها في قمة الجبل جعلت القِمة خارج المنفذ، لكن تم بناء طريق أسفلتي يصل من وادي الطويين إلى داخل 400 متر من المحطة العسكرية، حوال 100 متر، مع العديد من القرى على طول الجانبيين وإلى المزيد من الجبال.